# Evamaria Bath
Evamaria Bath (* 12. April 1929 in Berlin; † 18. Juni 2023) war eine deutsche Film- und Theaterschauspielerin.

## Leben
Nach Baths Schauspielausbildung 1949 folgten Bühnenengagements an der Berliner Bühne der Jugend, an Theatern in Altenburg, Weimar und schließlich wieder in Berlin. Hier gehörte sie in der Zeit von 1954 bis 1991 zum Ensemble des Maxim-Gorki-Theaters. Parallel zu ihrer Theatertätigkeit drehte Bath 1951 ihren ersten Film, die DEFA-Produktion Die Meere rufen; gefolgt von vielen weiteren Film-, Funk- und Fernsehproduktionen, teilweise unter der Regie ihres Ehemannes Hubert Hoelzke. Die beiden waren seit 1951 privat wie beruflich eng verbunden und haben eine gemeinsame Tochter und einen Sohn. In den ersten vier Jahren (von 1968 bis 1972) der bis 1983 insgesamt 678 produzierten Folgen der Hörspielserie Neumann, zweimal klingeln war Evamaria Bath als Mutter Marianne Neumann zu hören.

## Filmografie (Auswahl)
- 1951: Die Meere rufen
- 1951: Zugverkehr unregelmäßig
- 1955: Wer seine Frau lieb hat …
- 1962: Das Mädchen auf der Titelseite
- 1964: Blaulicht (Fernsehserie, Folge Freizügigkeitsverkehr)
- 1964: Die Suche nach dem wunderbunten Vögelchen
- 1965: Berlin um die Ecke
- 1965: Lots Weib
- 1966: Alfons Zitterbacke
- 1967: Hochzeitsnacht im Regen
- 1971: Kennen Sie Urban?
- 1972: Euch werd ich’s zeigen
- 1973: Der Staatsanwalt hat das Wort: Die Kraftprobe (TV-Reihe)
- 1974: … verdammt, ich bin erwachsen
- 1975: Blumen für den Mann im Mond
- 1975: Polizeiruf 110: Heiße Münzen (TV-Reihe)
- 1976: Der Staatsanwalt hat das Wort: Der Brief aus Slubice (TV-Reihe)
- 1979: Polizeiruf 110: Die letzte Fahrt (TV-Reihe)
- 1980: Unser Mann ist König (TV-Reihe)
- 1981: Nora S. (Fernsehfilm)
- 1982: Soviel Wind und keine Segel (Fernsehfilm)
- 1983: Märkische Chronik (Fernsehserie)
- 1983: Der Staatsanwalt hat das Wort: Nur einen Schluck
- 1984: Polizeiruf 110: Schwere Jahre (1. Teil) (TV-Reihe)
- 1984: Polizeiruf 110: Schwere Jahre (2. Teil) (TV-Reihe)
- 1986: Jan auf der Zille
- 1986: Das Schulgespenst
- 1987: Polizeiruf 110: Die letzte Kundin (TV-Reihe)
- 1989: Rita von Falkenhain (TV-Serie)
- 1990: Klein, aber Charlotte (Fernsehserie)
- 1992: Ehe auf Zeit
- 1992: Karl May
- 1993: Tatort: Tod einer alten Frau

## Theater
Maxim-Gorki-Theater Berlin
- 1954: William Shakespeare: Die Komödie der Irrungen (Luciana) – Regie: Hans-Robert Bortfeldt
- 1954: Molière: George Dandin (Angélique) – Regie: Hans-Robert Bortfeldt
- 1955: Molière: George Dandin (Angélique) – Regie: Achim Hübner
- 1956: Tirso de Molina: Die Rivalin ihrer selbst (Donna Magdalena) – Regie: Gerhard Winterlich
- 1957: Georg Kaiser: David und Goliath (Dagmar Möller) – Regie: Gerhard Klingenberg
- 1957: Ewan MacColl: Unternehmen Ölzweig (Enthaltsame Braut) – Regie: Joan Littlewood
- 1957: Miroslav Stehlik: Bauernliebe (Kulakentochter) – Regie: Werner Schulz-Wittan
- 1958: Eduardo De Filippo: Lügen haben lange Beine (Olga) – Regie: Werner Schulz-Wittan
- 1961: Maxim Gorki: Nachtasyl (Nastja, Dirne) – Regie: Maxim Vallentin
- 1961: Ewan MacColl: Unternehmen Ölzweig – Regie: Horst Schönemann
- 1961: Ewan MacColl: Rummelplatz – Regie: Hans Dieter Mäde
- 1965: Slátan Dudow: Der Feigling (Krauthahns Frau) – Regie: Dieter Kolditz
- 1967: Henrik Ibsen: Nora (Frau Linde) – Regie: Ottofritz Gaillard
- 1972: Gotthold Ephraim Lessing: Minna von Barnhelm – Regie: Albert Hetterle
- 1972: William Congreve: Liebe für Liebe (Mutter) – Regie: Karl Gassauer
- 1979: Ákos Kertész: Witwen (Anna) – Regie: Karl Gassauer (Maxim-Gorki-Theater Berlin – Studiotheater)
- 1983: Molière: Die gelehrten Frauen (Köchin) – Regie: Karl Gassauer
- 1990: Alexander Galin: Retro oder zurück aufs Dach (Diana, Nachtwächterin) – Regie: Karl Gassauer (Maxim-Gorki-Theater Berlin – Studiotheater)

Hans Otto Theater Potsdam
- 1957: Maxim Gorki: Die Feinde – Regie: Gerhard Meyer

Volksbühne Berlin
- 1964: Carlo Goldoni: Mirandolina (Ortensia) – Regie: Ottofritz Gaillard

## Hörspiele
- 1963: Joachim Goll: Eine kleine Hausmusik – Regie: Hans Knötzsch (Hörspiel – Rundfunk der DDR)
- 1967: Maxim Gorki: Wassa Schelesnowa – Regie: Fritz-Ernst Fechner (Hörspiel – Rundfunk der DDR)
- 1967: Joachim Goll: Bankivahühner (Frau Bilek) – Regie: Werner Grunow (Hörspiel-Schwank – Rundfunk der DDR)
- 1968: Day Keene/Warren Brand: Naked Fury – Nackte Gewalt (Evelyn Fey) – Regie: Helmut Hellstorff (Kriminalhörspiel – Rundfunk der DDR)
- 1968: Joachim Witte: Die Geburtshelfer (Mutter) – Regie: Joachim Gürtner (Hörspielreihe: Neumann, zweimal klingeln – Rundfunk der DDR)
- 1968: Brigitte Tenzler: Eine kleine Nachtmusik (Mutter) – Regie: Joachim Gürtner (Hörspielreihe: Neumann, zweimal klingeln – Rundfunk der DDR)
- 1968: Eberhard Richter: Ohne Vater geht es nicht (Mutter) – Regie: Joachim Gürtner (Hörspielreihe: Neumann, zweimal klingeln – Rundfunk der DDR)
- 1968: Ilja Konstantinowski: Verjährungsfrist (Halina) – Regie: Helmut Molegg (Hörspiel – Rundfunk der DDR)
- 1968: Vito Blasi/Anna-Luisa Meneghini: Eiertanz (Animiermädchen) – Regie: Hans Knötzsch (Hörspiel – Rundfunk der DDR)
- 1969: Werner Jahn: Die Fahrt ins Blaue (Mutter) – Regie: Joachim Gürtner (Hörspielreihe: Neumann, zweimal klingeln – Rundfunk der DDR)
- 1969: Peter Brock: Die Verlobung (Mutter) – Regie: (Hörspielreihe: Neumann, zweimal klingeln – Rundfunk der DDR)
- 1969: Will Lipatow: Der Dorfdetektiv (Jewdokija) – Regie: Werner Grunow (Hörspiel – Rundfunk der DDR)
- 1970: Hansgeorg Meyer: Familienperspektive (Mutter) – Regie: Joachim Gürtner (Hörspielreihe: Neumann, zweimal klingeln – Rundfunk der DDR)
- 1970: Arne Leonhardt: Charme und Elektronik (Marianne Neumann) – Regie: Joachim Gürtner (Hörspiel: Neumann, zweimal klingeln Nr.1 – Rundfunk der DDR)
- 1970: Gerhard Jäckel: Die Kandidatin (Marianne Neumann) – Regie: Joachim Gürtner (Hörspiel: Neumann, zweimal klingeln Nr.16 – Rundfunk der DDR)
- 1970: Günther Rücker: Das Modell (Lucie) – Regie: Günther Rücker (Hörspiel – Rundfunk der DDR)
- 1970: Gottfried Teichmann: Zwölf Stunden Montageurlaub (Mutter) – Regie: Joachim Gürtner (Hörspiel: Neumann, zweimal klingeln Nr. 34 – Rundfunk DDR)
- 1971: Rudi Strahl: In Sachen Adam und Eva – Regie: Peter Groeger (Hörspiel – Rundfunk der DDR)
- 1973: Arne Leonhardt: Schach der Dame oder Wie ich zu einem Mann kommen sollte (Annette) – Regie: Werner Grunow (Hörspiel – Rundfunk der DDR)
- 1973: Gotthold Gloger: Der Mann mit dem Goldhelm (Mutter) – Regie: Renate Thormelen (Kinderhörspiel – Rundfunk der DDR)
- 1974: Günter Spranger: Zur Fahndung ausgeschrieben: Sabine (Haubold) – Regie: Albrecht Surkau (Hörspielreihe: Tatbestand, Nr. 3 – Rundfunk der DDR)
- 1974: Erich Schlossarek: Annette (Mutter) – Regie: Hannelore Solter (Hörspiel – Rundfunk der DDR)
- 1974: Joachim Walther: Randbewohner – Regie: Werner Grunow (Hörspiel – Rundfunk der DDR)
- 1975: Linda Teßmer: Der Fall Tina Bergemann (Frau Ulrich) – Regie: Hannelore Solter (Hörspiel – Rundfunk der DDR)
- 1976: Joachim Brehmer: Meine Frau Inge und meine Frau Schmidt (Krankenschwester) – Regie: Achim Scholz (Hörspiel – Rundfunk der DDR)
- 1978: Karl-Heinz Tesch: Der schreckliche Gott – Regie: Fritz-Ernst Fechner (Kriminalhörspiel – Rundfunk der DDR)
- 1978: Erika Runge: Die Verwandlungen einer fleißigen, immer zuverlässigen und letztlich unauffälligen Chefsekretärin – Regie: Peter Groeger (Hörspiel – Rundfunk der DDR)
- 1979: Joachim Goll: Der Hund von Rackerswill (Mutter) – Regie: Werner Grunow (Hörspiel – Rundfunk der DDR)
- 1982: Adolf Glaßbrenner: Herr Buffey macht einen Ausflug (Erste Frau) – Regie: Werner Grunow (Hörspiel – Rundfunk der DDR)
- 1986: Ilija Popovski: Wie Jovan ein Held wurde (Mutter) – Regie: Ingeborg Medschinski (Kinderhörspiel – Rundfunk der DDR)
- 1987: Wilhelm Raabe: Die Chronik der Sperlingsgasse (Pimpernell) – Regie: Manfred Täubert (Kinderhörspiel (2 Teile) – Rundfunk der DDR)
- 1987: Selma Lagerlöf: Der Wechselbalg – Regie: Christa Kowalski (Hörspiel – Rundfunk der DDR)

## Synchronrollen (Auswahl)
- 1957: Giulia Rubini in Die schönen Mädchen von Florenz als Silvana
- 1957: Giovanna Ralli in Der schönste Augenblick als Schwester Luisa
- 1957: Giovanna Ralli in Das fröhliche Hotel als Leila